# Argentína az 1994. évi téli olimpiai játékokon
Argentína a norvégiai Lillehammerben megrendezett 1994. évi téli olimpiai játékok egyik részt vevő nemzete volt. Az országot az olimpián 2 sportágban 10 sportoló képviselte, akik érmet nem szereztek.

## Alpesisí
Férfi
| Versenyző            | Versenyszám            | 1. futam      | 1. futam      | 2. futam | 2. futam | Összesítés    | Összesítés    |
| Versenyző            | Versenyszám            | Idő           | Hely.         | Idő      | Hely.    | Idő           | Helyezés      |
| -------------------- | ---------------------- | ------------- | ------------- | -------- | -------- | ------------- | ------------- |
| Gáston Begue         | Szuperóriás-műlesiklás |               |               |          |          | 1:41,21       | 48.           |
| Carlos Manuel Bustos | Szuperóriás-műlesiklás |               |               |          |          | nem ért célba | nem ért célba |
| Maríano Puricelli    | Lesiklás               |               |               |          |          | 1:52,38       | 45.           |
| Federico van Ditmar  | Műlesiklás             | nem ért célba | nem ért célba | kiesett  | kiesett  | kiesett       | kiesett       |
| Federico van Ditmar  | Óriás-műlesiklás       | nem ért célba | nem ért célba | kiesett  | kiesett  | kiesett       | kiesett       |
| Federico van Ditmar  | Szuperóriás-műlesiklás |               |               |          |          | nem ért célba | nem ért célba |

| Versenyző         | Versenyszám | Lesiklás | Lesiklás | Műlesiklás    | Műlesiklás    | Műlesiklás | Műlesiklás | Műlesiklás | Műlesiklás | Összesítés | Összesítés |
| Versenyző         | Versenyszám | Lesiklás | Lesiklás | 1. futam      | 1. futam      | 2. futam   | 2. futam   | Össz.      | Össz.      | Összesítés | Összesítés |
| Versenyző         | Versenyszám | Idő      | Hely.    | Idő           | Hely.         | Idő        | Hely.      | Idő        | Hely.      | Idő        | Helyezés   |
| ----------------- | ----------- | -------- | -------- | ------------- | ------------- | ---------- | ---------- | ---------- | ---------- | ---------- | ---------- |
| Maríano Puricelli | Összetett   | 1:43,13  | 46.      | nem ért célba | nem ért célba | kiesett    | kiesett    | kiesett    | kiesett    | kiesett    | kiesett    |

Női
| Versenyző             | Versenyszám            | 1. futam | 1. futam | 2. futam | 2. futam | Összesítés | Összesítés |
| Versenyző             | Versenyszám            | Idő      | Hely.    | Idő      | Hely.    | Idő        | Helyezés   |
| --------------------- | ---------------------- | -------- | -------- | -------- | -------- | ---------- | ---------- |
| Carola Calello        | Szuperóriás-műlesiklás |          |          |          |          | 1:35,87    | 45.        |
| Dominique Ezquerra    | Szuperóriás-műlesiklás |          |          |          |          | 1:32,71    | 43.        |
| Gabriela Quijano      | Műlesiklás             | 1:09,70  | 33.      | 1:07,56  | 27.      | 2:17,26    | 26.        |
| Gabriela Quijano      | Szuperóriás-műlesiklás |          |          |          |          | 1:33,45    | 44.        |
| Francisca Steverlynck | Szuperóriás-műlesiklás |          |          |          |          | 1:32,56    | 42.        |

| Versenyző             | Versenyszám | Lesiklás | Lesiklás | Műlesiklás | Műlesiklás | Műlesiklás | Műlesiklás | Műlesiklás | Műlesiklás | Összesítés | Összesítés |
| Versenyző             | Versenyszám | Lesiklás | Lesiklás | 1. futam   | 1. futam   | 2. futam   | 2. futam   | Össz.      | Össz.      | Összesítés | Összesítés |
| Versenyző             | Versenyszám | Idő      | Hely.    | Idő        | Hely.      | Idő        | Hely.      | Idő        | Hely.      | Idő        | Helyezés   |
| --------------------- | ----------- | -------- | -------- | ---------- | ---------- | ---------- | ---------- | ---------- | ---------- | ---------- | ---------- |
| Gabriela Quijano      | Összetett   | 1:39,88  | 39.      | 57,87      | 22.        | 55,76      | 22.        | 1:53,63    | 20.        | 3:33,51    | 22.        |
| Francisca Steverlynck | Összetett   | 1:37,10  | 36.      | 58,98      | 23.        | 56,56      | 23.        | 1:55,54    | 22.        | 3:32,64    | 21.        |
| Jennifer Taylor       | Összetett   | 1:39,18  | 38.      | 1:06,47    | 26.        | 58,62      | 25.        | 2:05,09    | 24.        | 3:44,27    | 25.        |

## Biatlon
Női
| Versenyző  | Versenyszám   | Lövőhiba    | Időeredmény | Helyezés |
| ---------- | ------------- | ----------- | ----------- | -------- |
| María Giro | 7,5 km sprint | 1 (0+1)     | 29:31,9     | 54.      |
| María Giro | 15 km egyéni  | 5 (0+1+3+1) | 1:02:24,2   | 66.      |